# Edgar von Schmidt-Pauli (Diplomat)
Edgar von Schmidt-Pauli (* 4. Oktober 1915 in Charlottenburg; † 28. Februar 2001 in Zuoz) war ein deutscher Diplomat.

## Leben
Edgar von Schmidt-Pauli war ein Sohn des gleichnamigen Schriftstellers Edgar von Schmidt-Pauli. November 1933 trat er der SS bei (SS-Nummer 203.057). Er wurde 1940 zum Doktor der Rechtswissenschaften promoviert. Edgar von Schmidt-Pauli absolvierte 1950 das zweite juristische Staatsexamen und trat in den auswärtigen Dienst. Von 1957 bis 1960 war von Schmidt-Pauli an der Botschaft in Oslo akkreditiert, wo er 1958 zum Legationsrat erster Klasse befördert wurde. 1964 wurde er Generalkonsul in Boston, ab 1968 war er Gesandter bei der Vertretung des deutschen Beobachters bei den Vereinten Nationen in New York City.
Ende 1970 brachte der ehemalige Bundespräsident Gustav Heinemann von Schmidt-Pauli als möglichen Nachfolger für Hans Schwarzmann als Chef des Protokolls im deutschen Auswärtigen Amt in Bonn ins Spiel. Diese Option wurde für von Schmidt-Pauli nicht realisiert, es folgten vielmehr die Positionen als Gesandter in der Botschaft in London (ab 1971) sowie als Botschafter in Bangkok (ab 1974) und Oslo (ab 1978). Im Oktober 1980 ging von Schmidt-Pauli in den Ruhestand.

## Ehrungen
- 1968: Verdienstkreuz 1. Klasse der Bundesrepublik Deutschland
- 1980: Großes Verdienstkreuz der Bundesrepublik Deutschland

## Schriften
- Die Rechtsgestaltung infolge Einheit der Interessen und der Machtgestaltung bei der Gründung eines Vereins und bei Einmanngesellschaften. Zugl.: München, Juristische Dissertation. Ebering, Berlin 1940, DNB 362628823.